# 貝多芬半島

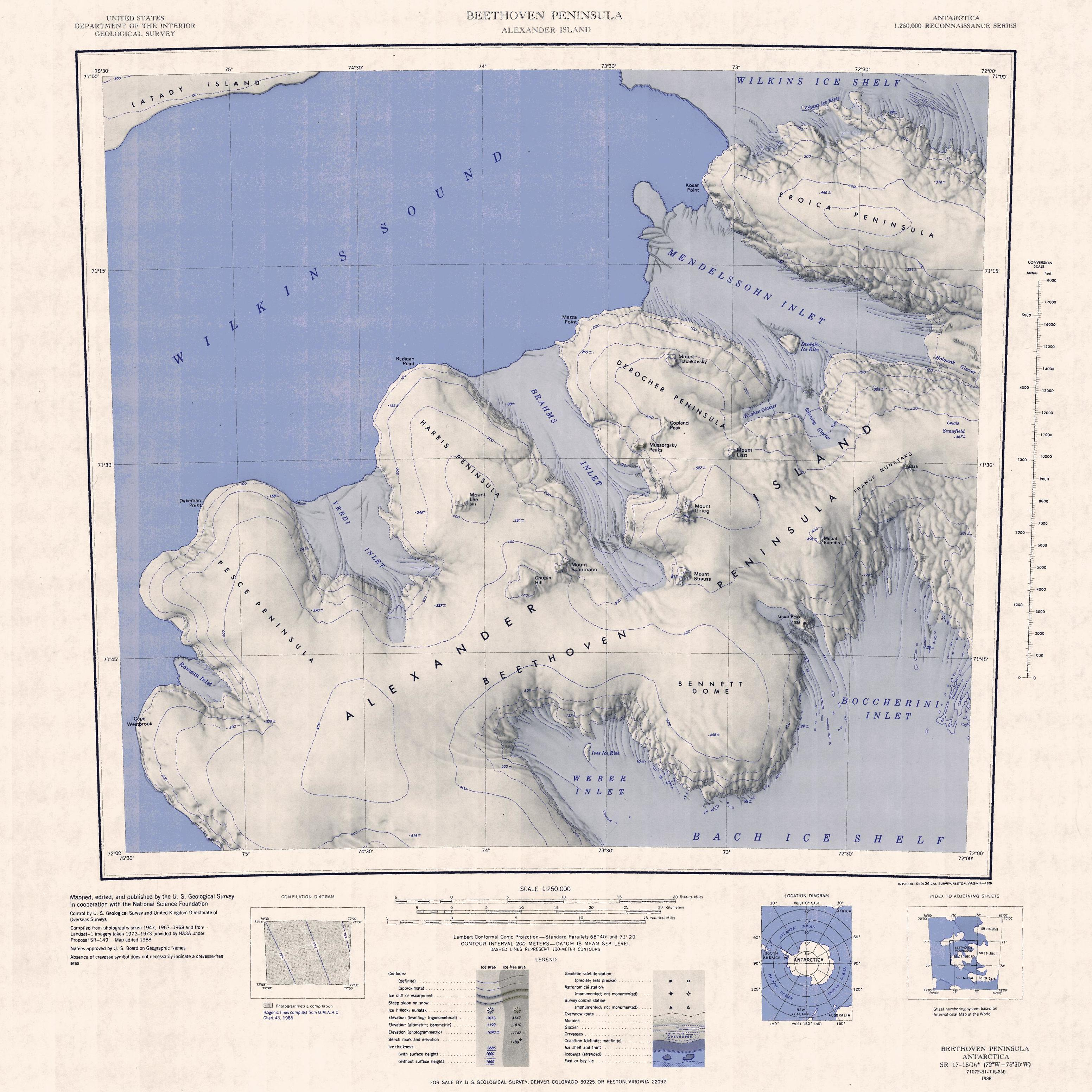

貝多芬半島（英語：Beethoven Peninsula）是南極洲的半島，位於亞歷山大一世島西南部，長100公里、寬100公里，北面是威爾金斯冰架，南面是巴赫冰架，該半島以音樂家貝多芬命名。
71°44′S 73°41′W / 71.733°S 73.683°W